# Jim Thorpe – All-American
Jim Thorpe – All-American is een Amerikaanse dramafilm uit 1951 onder regie van Michael Curtiz. In Nederland werd de film destijds uitgebracht onder de titel De bronzen afgod.

## Verhaal
Jim Thorpe groeit op in een indianenreservaat in Oklahoma. Hij wordt kampioen op de vijfkamp en de tienkamp op de Olympische Spelen in Stockholm. Hij blinkt bovendien uit in honkbal. Dan brengt de krant Discovery hem in opspraak.

## Rolverdeling
| Acteur           | Personage       |
| ---------------- | --------------- |
| Burt Lancaster   | Jim Thorpe      |
| Charles Bickford | Glenn S. Warner |
| Steve Cochran    | Peter Allendine |
| Phyllis Thaxter  | Margaret Miller |
| Dick Wesson      | Ed Guyac        |